# Eichbauergraben
Der Eichbauergraben ist ein fast 1,4 Kilometer langer Waldbach im Gebiet der Marktgemeinde Semriach im Bezirk Graz-Umgebung in der Steiermark. Er entspringt im östlichen Grazer Bergland und mündet von rechts kommend in den Rötschbach.

## Verlauf
Der Eichbauergraben entsteht in einem Waldgebiet am Nordhang des Weißecks an einem nach Westen verlaufenden Höhenzug, etwa 1,3 Kilometer südwestlich der Streusiedlung Hiening und etwa 120 Meter nordöstlich des Bauernhofs vulgo Reicher auf etwa 645 m ü. A.
Der Bach fließt anfangs relativ gerade nach Südwesten, ehe er nach rund 210 Metern auf einen Westkurs schwenkt. Auf diesem Kurs bleibt er für rund 140 Meter, ehe er erneut in seinen Lauf nach Südwesten biegt. Nach etwa 140 Metern biegt der Eichbauergraben etwa 180 Meter westlich des Bauernhofs vulgo Eichbauer auf einen Kurs nach Südsüdwesten, auf dem er auch bis zu seiner Mündung bleibt. Etwa 100 Meter nach dieser Kursänderung unterquert der Eichbauergraben die Straße Vorderer Weißeck, neben der er von da an auch bis zur Unterquerung der Landesstraße L318 fließt. Etwa 350 Meter vor seiner Mündung verlässt der Eichbauergraben den Wald und fließt an einigen Wohnhäusern vorbei. Der Eichbauergraben fließt durch einen Graben, der im Westen vom Weißeck und im Osten von nach Süden streichenden Ausläufern des Höhenzuges zwischen dem Draxlerkogel und dem Weißeck gebildet wird.
Nach fast 1,4 Kilometer langem Lauf mündet der Bach mit einem mittleren Sohlgefälle von rund 15 % etwa 203 Höhenmetern unterhalb seines Ursprungs, etwa 70 Meter südlich der Landesstraße L318, der Semriacherstraße und rund 10 Meter östlich der Straße Hintere Freßnitz im Südwesten der Streusiedlung Rötschgraben in den Rötschbach.
Auf seinem Lauf nimmt der Eichbauergraben keine anderen Wasserläufe auf.